# Sant Llàtzer de Vic
Sant Llàtzer de Vic és una església de Vic (Osona) protegida com a Bé Cultural d'Interès Local.

## Descripció
Edifici religiós. Capella dedicada a Sant Llàtzer, patró dels leprosos. Petita capella de nau única amb absis marcat. Als peus de la capella hi ha el cor; és coberta amb volta de canó i el presbiteri és decorat amb pintures. A la part esquerra hi ha la sagristia adossada al mas. La façana es troba orientada a ponent, té el capcer triangular coronat amb un petit campanar d'espadanya i conserva la campana. El portal és d'arc de mig punt i dovellat. Al damunt hi ha un òcul que, junt amb unes finestres rectangulars situades a la part baixa del mur de ponent, són els únics elements que il·luminen la capella. La capçalera, a llevant, està adossada al mas.
Bastida amb pedra i arrebossada al damunt. L'estat de conservació és regular.

## Història
Abans del 1530 es va erigir en aquest mateix indret, a frec del camí ral de Vic a Sant Julià de Vilatorta, un oratori dedicat a Sant Llàtzer.
Al 1530 Jaume Alzines o aulines, paraire, manà que s'hi erigís una capella dedicada al mateix sant. Al 1534, el fuster Antoni Micó hi feia un retaule. Al 1544 s'hi erigia un mas al costat com a residència per al capellà custodi i lloc d'acolliment per als vianants.
Al 1878, en construir la parròquia de la Mercè de Calldetenes, passà a dependre d'ella.